# Joakim Brodén
Joakim "Jocke" Brodén (nascido em 5 de outubro de 1980) é um cantor e compositor sueco, conhecido por ser  o vocalista e tecladista da banda de power metal Sabaton; por vezes, toca guitarra elétrica. Ele e o baixista Pär Sundström formaram a banda em 1999.

## Início de vida

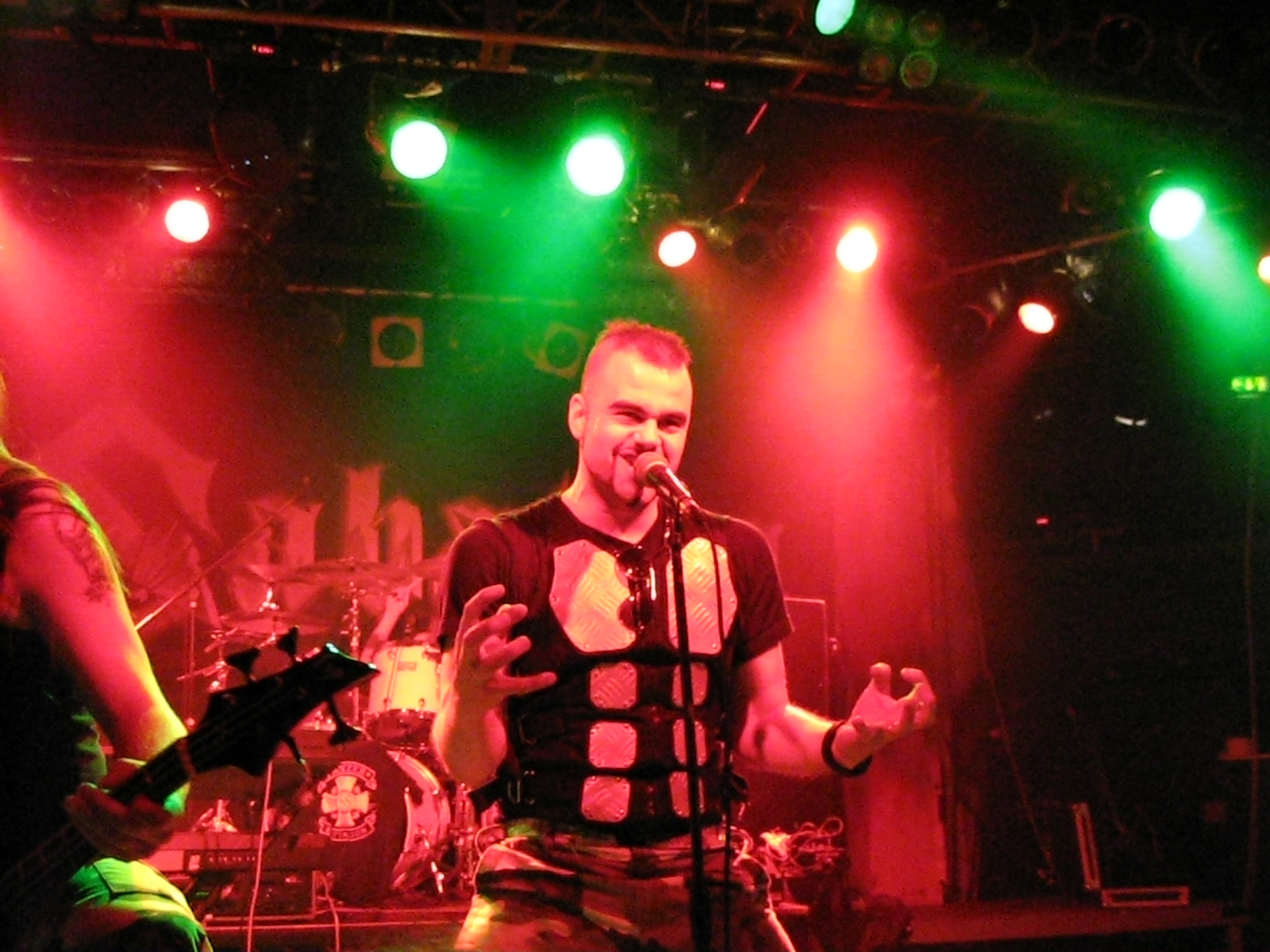
Joakim Broden of Sabaton, January 21, 2007

O pai de Brodén é da Suécia e sua mãe da República Checa; ele tem dupla cidadania. Ele disse que ele se tornou um fã de Metal quando tinha cinco ou seis anos de idade, por causa do vídeo da música Twisted Sister's "We're Not Gonna Take It".

## Carreira
Brodén funda os Sabaton em 1999, com o baixista Pär Sundström; ele é o vocalista e tecladista e por vezes também toca guitarra.
Brodén é conhecido por usar um colete incomum com placas de metal ao atuar com os Sabaton; ele tem sido descrito como semelhante a um colete à prova de balas.
Em 2015, Brodén fez uma aposta com seus colegas de banda que o desafiaram a viajar para o próximo concerto a pé; ele tinha esquecido que o seu próximo compromisso era em Trondheim, na Noruega. Brodén é um fã do Twisted Sister, Rainbow, Black Sabbath, Accept, U. D. S, Slade, Judas Priest, Yngwie Malmsteen, Blind Guardian, Iron Maiden e Metallica. Brodén ensinou, por pouco tempo, História, em 2000.  Ele afirmou que a canção "Cliffs of Gallipoli" tem um significado especial para ele. Ele também afirmou que ele está com medo de mais de fazer um álbum Sabaton que os fãs não gostam, e ir para um show e a multidão deixá-lo decepcionado.
Quando perguntou: "Se você tivesse que escolher uma letra, a partir de uma música dos Sabaton para descrever o que motiva você, dia após dia, qual seria?", ele respondeu: "Come Touch My Metal Machine ;)."

## Pinball
Em 2015 e 2016, Brodén participou nos Campeonatos Nacionais de Pinball, conseguindo a 110ª colocação de uma lista de 200-300 primeira vez.

## Discografia

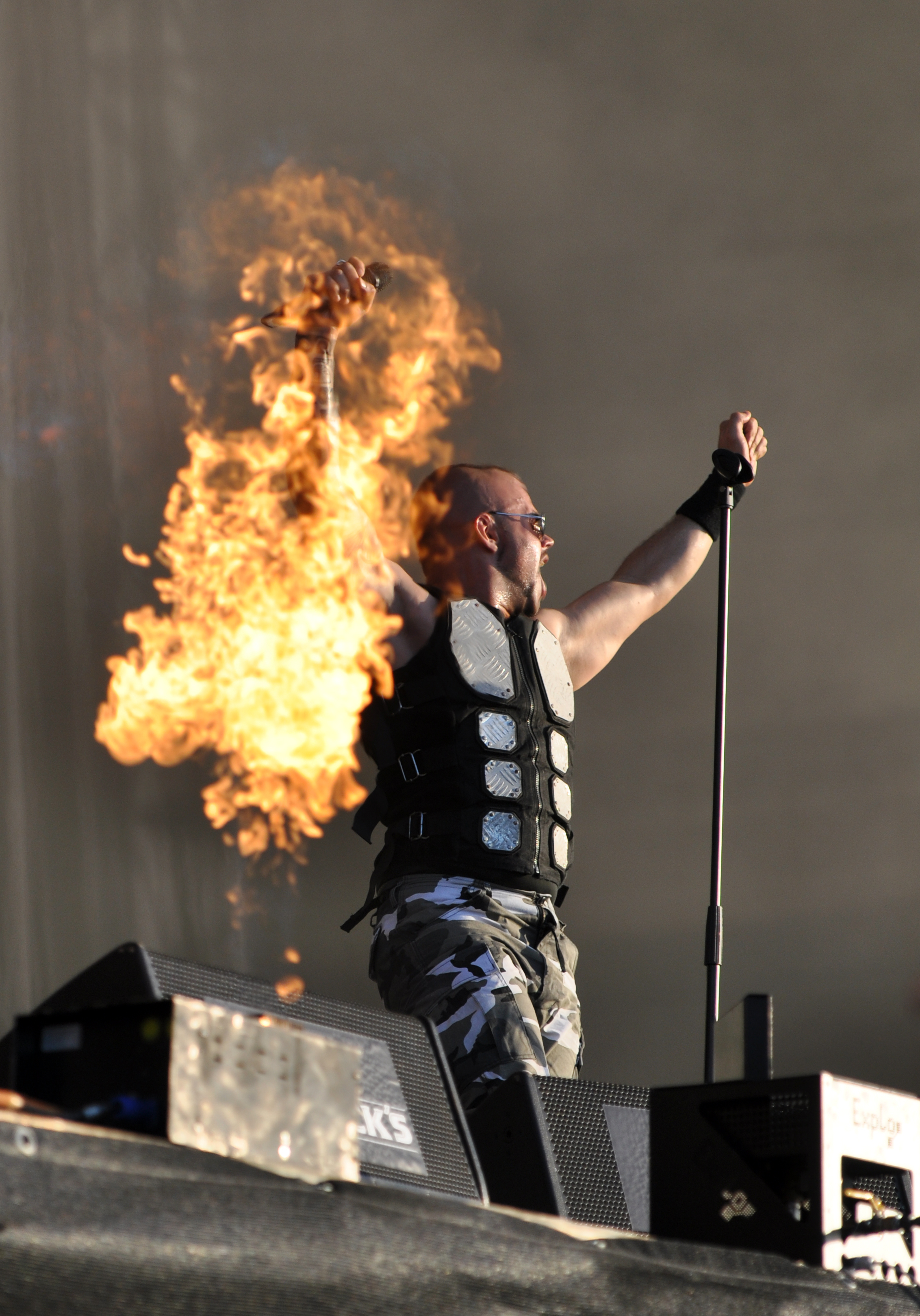
Joakim Brodén a atuar no Wacken Open Air em 2013

Sabaton
- Primo Victoria (2005)
- Attero Dominatus (2006)
- Metalizer (2007)
- The Art of War (2008)
- Coat of Arms (2010)
- Carolus Rex (2012)
- Heroes (2014)
- The Last Stand (2016)
- The Great War (2019)

Participações especiais
| Título                       | Com            |
| ---------------------------- | -------------- |
| "Lament for Soldier's Glory" | Desert         |
| "Gates of Glory"             | Twilight Force |
| "Rise of the Wise"           | Wisdom         |
| "Primo Victoria" (cover)     | Van Canto      |
| "Call Me"                    | Pain           |
| "Pumping Iron Power"         | Grailknights   |
| "Oh! MAJINAI"                | BabyMetal      |
| "Live or Die"                | Apocalyptica   |

## Leitura complementar
- «Sabaton's Joakim Broden Talks 'Heroes,' History + More». Loudwire
- «GLOSA: Joakim Brodén je slavičím vyslancem metalového světa» (em checo)